# Thalatha ioleuca
Thalatha ioleuca är en fjärilsart som beskrevs av Louis Beethoven Prout 1928. Thalatha ioleuca ingår i släktet Thalatha och familjen nattflyn. Inga underarter finns listade i Catalogue of Life.